# Церква Святого Миколая (Вербів)
Церква Святого Миколая у Вербові — парафія і храм греко-католицької громади Підгаєцького деканату Бучацької єпархії Української греко-католицької церкви в селі Вербів Тернопільського району Тернопільської области.
Оголошена пам'яткою архітектури місцевого значення.

## Історія церкви
Найдавніша згадка про церкву у Вербові датується 1564 роком. До 1946 року парафія була греко-католицькою, а у 1990 році повернулася в лоно УГКЦ. Наприкінці XVIII століття в селі було три дерев'яні церкви, з яких збереглася лише церква Святого Миколая.
Нова мурована церква Святого Миколая була збудована у 1835 році під патронатом графа Петра фон Водзіцького. Канонізована візитація парафії відбулася у 1886 році. У різні роки патронами церкви були Еміліан Торосевич (1882), о. Михайло Торосевич (1906) та Митрополичий Ординаріат УГКЦ (1931–1932). У 1930 році під час польської пацифікації був жорстоко побитий о. Антон Содомора, який пізніше, ризикуючи життям, продовжував служити греко-католицьким вірянам.
При парафії діють: братство «Апостольство молитви» (з 1996), спільнота «Матері в молитві» (з 2010), братство «Вервиця» (з 2014) та Вівтарна дружина (з 1997). Також діє парафіяльний хор, яким керує Марія Сип.
З 28 листопада по 5 грудня 2010 року у селі відбулася Свята Місія, після якої на церковному подвір'ї встановили місійний хрест. На території парафії є фігури Матері Божої—Ротонди та Ангела Хоронителя, а також хрести парафіяльного значення. Парафія має новозбудоване проборство (2000) та земельну ділянку.

## Парохи
- о. Юліан Габрусевич (до 1906),
- о. Олександр Гутковський (до 1924),
- о. Антон Содомора (1924—1946),
- о. Антон Содомора,
- о. Іван Фенич,
- о. Василь Прищ (1990—1993),
- о. Григорій Петришин (1993—1995),
- о. Василь Лехняк (1995—1996),
- о. Ігор Вовчук (з 1996).